# Dobra (powiat policki)

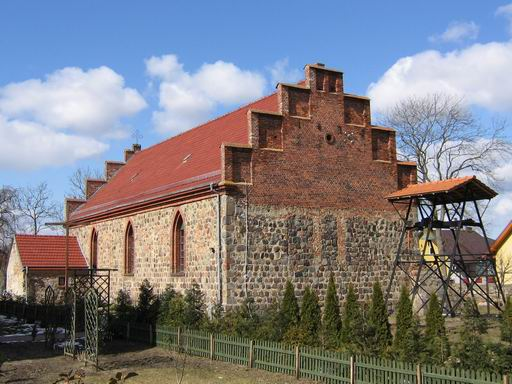
Kościół parafialny w Dobrej

Dobra (pot. Dobra Szczecińska, do 1945 niem. Daber) – wieś położona w województwie zachodniopomorskim, w powiecie polickim, siedziba władz gminy Dobra (Szczecińska). Leży na południowym skraju Puszczy Wkrzańskiej (Równina Wkrzańska) nad Małą Gunicą, ok. 7 km na zachód od Szczecina i 5 km od przejścia granicznego w Lubieszynie.
Według danych urzędu gminy w czerwcu 2008 wieś miała 1957 mieszkańców.
We wsi znajdują się: szkoła podstawowa, urząd gminy, kościół Matki Bożej Królowej Świata, stacja benzynowa oraz kilka sklepów spożywczych.

## Historia
Wieś przeszła pod administrację polską 4 października 1945 r., po wytyczeniu zachodniej granicy Polski. Od 1945 do 1992 roku istniał tu PGR, pod koniec działalności jako Kombinat Państwowych Gospodarstw Rolnych Dobra Szczecińska.
W 1947 roku zastąpiono urzędowo niemiecką nazwę wsi Daber, polską nazwą – Dobra. Wcześniej przejściowo używano nazwy Dobra Lutycka.
W 1990 r. mienie Kombinatu PGR w Dobrej nie podległo komunalizacji, a zarząd nad nim przyjął wojewoda.

### Przynależność administracyjna
- 1815 – 1866: Związek Niemiecki, Królestwo Prus, prowincja Pomorze
- 1866 – 1871: Związek Północnoniemiecki, Królestwo Prus, prowincja Pomorze
- 1871 – 1918: Cesarstwo Niemieckie, Królestwo Prus, prowincja Pomorze
- 1919 – 1933: Republika Weimarska, kraj związkowy Prusy, prowincja Pomorze
- 1933 – 1945: III Rzesza, prowincja Pomorze
- 1945 – 1954: Polska, województwo szczecińskie, gmina Dobra
- 1954 – 1972: Polska, województwo szczecińskie, gromada Dobra
- 1973 – 1975: Polska, województwo szczecińskie, gmina Dobra
- 1975 – 1998: Polska, województwo szczecińskie, gmina Dobra (Szczecińska)
- 1999 – teraz: Polska, województwo zachodniopomorskie, powiat policki, gmina Dobra (Szczecińska)

## Demografia
Ogólna liczba mieszkańców
- 1925 – 572 mieszkańców[9]
- 1933 – 597 mieszkańców[9]
- 1939 – 591 mieszkańców[9]
- 2001-12 – 1189 mieszkańców[10]
- 2003-12 – 1258 mieszkańców[4]
- 2004-12 – 1367 mieszkańców[4]
- 2005-12 – 1511 mieszkańców[4]
- 2006-12 – 1678 mieszkańców[4]
- 2007-12 – 1892 mieszkańców[4]
- 2008-06 – 1957 mieszkańców[4]

## Turystyka
Przez wieś prowadzą  Szlak „Puszcza Wkrzańska” i  Szlak Parków i Pomników Przyrody.

## Wspólnota lokalna

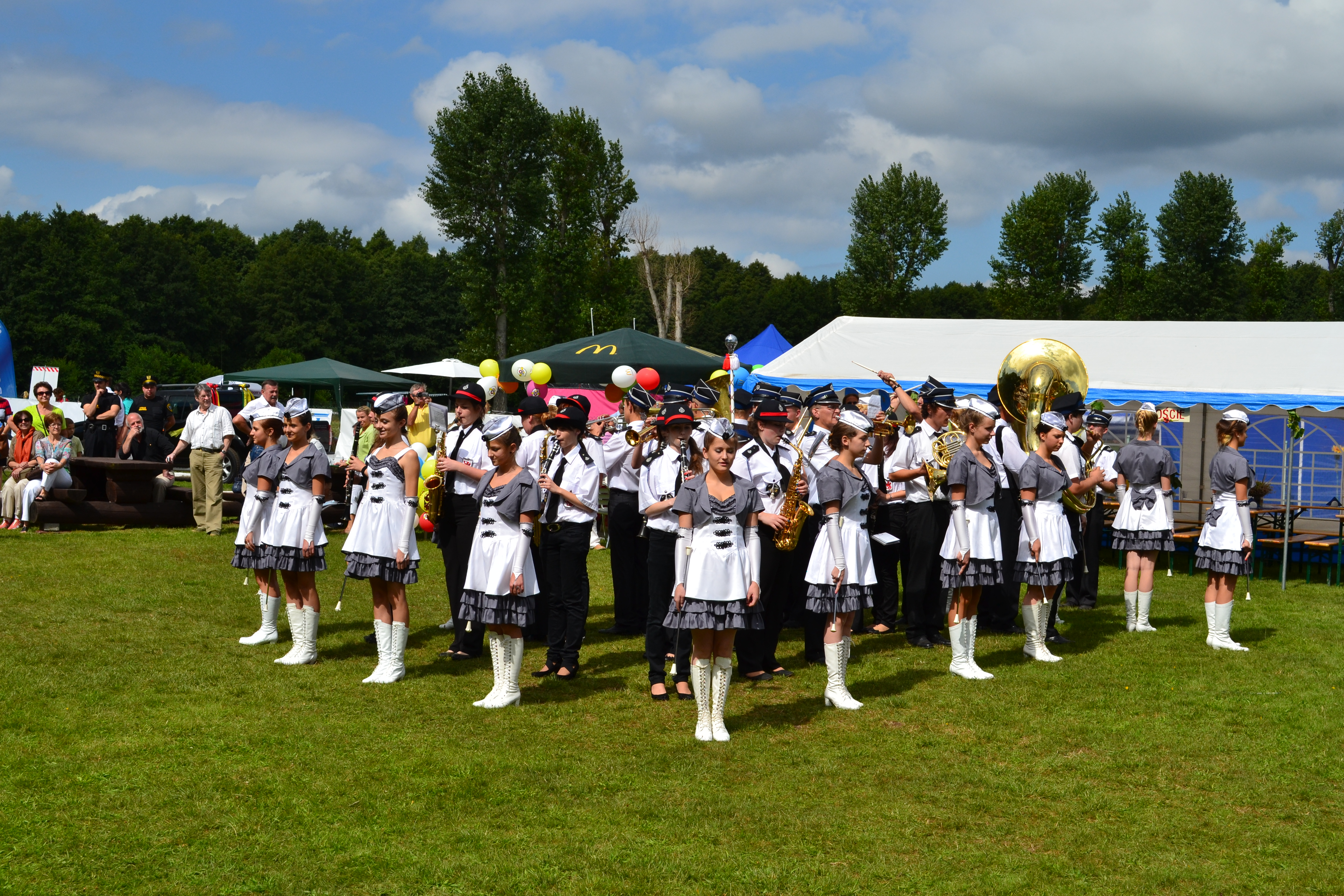
Dożynki w Dobrej

Sołectwo Dobra o powierzchni 2085,50 ha, obejmuje jedynie wieś Dobra.
Zebranie wiejskie wybiera sołtysa oraz wspomagającą go radę sołecką. Rada składa się z od 3 do 7 osób, gdzie liczbę członków także ustala zebranie wiejskie.
Mieszkańcy Sołectwa Dobra wybierają 2 z 15 radnych do Rady Gminy Dobra (Szczecińska).